# 麥卡菲 (新澤西州)
麥卡菲（英語：McAfee）是位於美國新澤西州蘇塞克斯縣的非建制地區。

## 歷史
麥卡菲的郵局自1868年營運至今。

## 地理
麥卡菲所處的海拔為高於海平面133米（即436英呎），而該地所採用的時區為UTC-5，即北美东部时区（EST）。同時該地設有夏令時間，為UTC-5調快一小時，即UTC-4（EDT）。